# Бритианде
Бритианде (порт. Britiande)  —  район (фрегезия) в Португалии,  входит в округ Визеу. Является составной частью муниципалитета  Ламегу. По старому административному делению входил в провинцию Траз-уш-Монтиш и Алту-Дору. Входит в экономико-статистический  субрегион Доуру, который входит в Северный регион. Население составляет 1015 человек на 2001 год. Занимает площадь 5,39 км².
Покровителем района считается Иисус Христос (порт. São Silvestre). 